# I Kristus jag äger av nåd denna lott
I Kristus jag äger av nåd denna lott är en psalm med text och musik skriven 1966 av Gösta Elowsson. Texten bearbetades 1985.

## Publicerad i
- Psalmer och Sånger 1987 som nr 629 under rubriken "Att leva av tro - Förtröstan - trygghet".[1]